# Volta ao País Basco de 1998
A XXXVIII Volta ao País Basco, disputada entre a 6 e a 10 de abril de 1998, estava dividida em 5 etapas para um total de 897 km. O espanhol Íñigo Cuesta impôs-se na classificação geral.

## Etapas
| Etapa          | Data        | Percurso                  | km  | Vencedor da Etapa | Líder da geral   |
| -------------- | ----------- | ------------------------- | --- | ----------------- | ---------------- |
| 1.ª            | 6 de abril  | Hondarribia > Hondarribia | 116 | Laurent Jalabert  | Laurent Jalabert |
| 2.ª            | 7 de abril  | Hondarribia > Balmaseda   | 239 | Bo Hamburger      | Laurent Jalabert |
| 3.ª            | 8 de abril  | Balmaseda > Viana         | 212 | Pascal Hervé      | Íñigo Cuesta     |
| 4.ª            | 9 de abril  | Viana > Vitoria-Gasteiz   | 197 | Alberto Elli      | Íñigo Cuesta     |
| 5.ª-1.ª sector | 10 de abril | Vitoria-Gasteiz > Hernani | 108 | Jens Voigt        | Íñigo Cuesta     |
| 5.ª-2.ª sector | 10 de abril | Hernani >Hernani (CRI)    | 25  | Laurent Jalabert  | Íñigo Cuesta     |
| Total          | Total       | Total                     | 897 |                   |                  |

## Classificação geral
| Posição | Ciclista          | Equipa   | Tempo       |
| ------- | ----------------- | -------- | ----------- |
|         | Íñigo Cuesta      | ONZE     | 23h 37' 47" |
| 2       | Laurent Jalabert  | ONZE     | a 3"        |
| 3       | Alex Zülle        | Festina  | a 1'36"     |
| 4       | Michael Boogerd   | Rabobank | a 1'49"     |
| 5       | Aitor Garmendia   | Banesto  | a 1'50"     |
| 6       | Rodolfo Massi     | Casino   | a 2'27"     |
| 7       | Mikel Zarrabeitia | ONZE     | a 2'29"     |
| 8       | Paolo Savoldelli  | Saeco    | + 2'31"     |
| 9       | Beat Zberg        | Rabobank | + 2'37"     |
| 10      | Wladimir Belli    | Festina  | + 2'42"     |